# Hello Cold World
Hello Cold World è un singolo del gruppo musicale statunitense Paramore, pubblicato il 7 novembre 2011.
La canzone è il secondo singolo della serie Singles Club dei Paramore.

## Descrizione
La canzone fu registrata nella stessa sessione di registrazione di Monster, Renegade e In the Mourning. Accompagnata da una melodia e un testo piuttosto ottimistici, il brano parla dell'essere soddisfatti della propria vita, nonostante il mondo possa a volte sembrare freddo e triste. La canzone è scaricabile unicamente da Singles Club.
Hello Cold World fu suonata per la prima volta dal vivo il 14 agosto 2012 a Pomona, in California.

## Formazione
- Hayley Williams – voce
- Jeremy Davis – basso
- Taylor York – chitarra, batteria